# Герайнт ап Донарт
Герайнт ап Донарт (Geraint або Gerontius, корн. Gerren ap Dungarth, 670—710) — король Думнонії (700—710).

## Біографія
Герайнт був сином короля Думнонії Донарта ап Кулміна, трон якого Герайнт успадкував у 700 році.
Відомо про лист, направлений близько 700–705 років святим Альдхельмом королю Герайнту з вимогою, щоб церква Думнонії визнала доктрину Святого Престолу. Розбіжність між церквами спостерігалася в питаннях про день святкування Великодня і про форму тонзури у ченців.
Ймовірно, король Думнонії відкинув вимогу і поплатився за це вторгненням у свої володіння короля Уессекса Іне. У ряді битв з ним в 710 році Герайнт загинув і його корону успадкував його брат Ітел. Вважається, що саме після цієї битви та після смерті Герайнта Уессексом був завойований Девон, через що Думнонія фактично припинила існування, а натомість думнонські королі стали правити на невеличкому клапті землі обмеженим сучасним Корнуолом. Тож Герайнт був останнім відомим королем єдиної Думнонії. В англосаксонських джерелах він був названий валлійським королем.
Втім, все тому ж королю Уессекса Іне все ж не вдалося отримати владу над Корнуолом. Про це свідчить перемога Корнуольців у битві при Хехілі в 722 році над Уессексом.